# Пілява (Ґарволінський повіт)
Піля́ва (пол. Pilawa) — місто в центрально-східній Польщі.
Належить до Гарволінського повіту Мазовецького воєводства.

## Демографія
Демографічна структура станом на 31 березня 2011 року:
|          | Загалом | Допрацездатний вік | Працездатний вік | Постпрацездатний вік |
| -------- | ------- | ------------------ | ---------------- | -------------------- |
| Чоловіки | 2118    | 536                | 1429             | 153                  |
| Жінки    | 2216    | 464                | 1408             | 344                  |
| Разом    | 4334    | 1000               | 2837             | 497                  |